# Chronicon (Girolamo)
La Cronaca (o Chronicon o Temporum liber) è una cronaca universale di San Girolamo, uno dei primi tentativi nella storia.

## Struttura
Fu composta attorno al 380 a Costantinopoli: si tratta di una traduzione in latino delle tavole cronologiche che componevano la seconda parte del Chronicon di Eusebio di Cesarea, con un supplemento che copre il periodo dal 325 al 379. Nonostante i molti errori, l'opera di San Gerolamo ebbe un gran valore, in quanto dette impulso a opere analoghe di Prospero d'Aquitania, Cassiodoro e Vittore Tonnennense, che continuarono i suoi annali.
L'opera contiene una cronologia di eventi della mitologia greca, basata sul lavoro degli studiosi ellenistici come Apollodoro, Diodoro Siculo ed Eusebio. Anche se le parti iniziali sono chiaramente non storiche, contengono comunque alcuni resti di eventi storici della Grecia micenea tarda dal XII secolo a.C.. È da sottolineare il fatto che Gerolamo dati la distruzione di Troia al 1183 a.C., che corrisponde in maniera impressionante con la Troia VII, il livello che secondo molti studiosi potrebbe essere la città che ispirò la leggenda e che è datata al 1190 a.C. circa. Gerolamo data Omero al 940 a.C., mentre gli studiosi moderni lo collocano attorno a dopo l'800 a.C.
Girolamo, appunto seguendo soprattutto il II libro eusebiano, omette le tavole cronologiche. Anch'egli ammette, da Adamo al XIV anno dell'imperatore Valente, 5.579 anni.
Più nel dettaglio:
Da Abramo alla caduta di Troia (26 re degli assiri), 835 anni
- Nino, leggendario figlio di Baal, che regnò per 52 anni, Abramo, Zoroastro
- Semiramide, 42 anni
- Zameis, 38 anni; patto di Abramo con Dio (1942 a.C.)
- Ario regnò per 30 anni; nascita di Isacco (1912 a.C.)
- Aralio, 40 anni
- Serse Balaneo, 30 anni; Inaco regnò per 50 anni (1856 a.C.)
- Armamitre, 38 anni
- Beloco, 35 anni; nascita di Giuseppe (1765 a.C.); Diluvio ogigio (1757 a.C.)
- Baleo, 52 anni; carestia in Egitto (1727 a.C.)
- Altada, 32 anni; Prometeo
- Maminto, 30 anni
- Magcaleo, 30 anni
- Spero, 20 anni; nascita di Mosè (1592 a.C.)
- Mamilo, 30 anni
- Spareto, 40 anni; Deucalione (1526 a.C.)
- Ascatade, 40 anni; Mosè sul monte Sinai (1515 a.C.)
- Aminta, 45 anni; nascita di Minosse, Radamanto e Sarpedonte (1445 a.C.)
- Beloco, 25 anni
- Bellepare, 30 anni; Perseo
- Lampride, 32 anni; Troo (1365 a.C.)
- Sosare, 20 anni; Pegaso
- Lampare, 30 anni; Europa, tempio a Eleusi
- Pannia, 45 anni; Mileto; Argonauti; Edipo; Gedeone
- Sosarmo, 19 anni; Ercole, Priamo, Teseo, Sette contro Tebe (1234 a.C.)
- Mitreo, 27 anni; Giochi olimpici (1212 a.C.)
- Tautane, 32 anni; Guerra di Troia (1191-1182 a.C.)

Dalla caduta di Troia alla prima Olimpiade, 405 anni.
- da Nino a Sardanapalo: 36 re assiri (1240 anni)

Dalla prima Olimpiade al XIV anno dell'imperatore Valente, 1.155 anni
- prima Olimpiade (776 a.C.)
- sessantacinquesima Olimpiade; Dario il Grande (520 a.C.)
- centoottantunesima Olimpiade; Gaio Giulio Cesare (44 a.C.)
- duecentoduesima Olimpiade; predicazione di Gesù Cristo
- duecentoottantanovesima Olimpiade; i goti sconfiggono gli Unni (377)

## Edizioni
- (LA) Eusebius Pamphilus, Chronici canones, Latine vertit, adauxit, ad sua tempora produxit S. Eusebius Hieronymus, edidit Iohannes Knight Fotheringham, Venit Londinii, apud Humphredum Milford bibliopolam academiae Oxoniensis, 1923.